# Bernhard von Puschlav (Steinmetz)
Bernhard von Puschlav, auch Bernardo da Poschiavo, (* um 1465; † nach 1522) war ein Steinmetzmeister und Architekt der Spätgotik, der zwischen 1490 und 1522 in Graubünden mindestens fünf (heute meist evangelisch-reformierte) Kirchenbauten schuf und vermutlich an einer grösseren Zahl weiterer Kirchenbauten beteiligt war.
Seine Herkunft ist unbekannt, vermutlich war er ab etwa 1497 im Puschlav (italienisch Val Poschiavo,) ansässig. Charakteristisch für sein Werk sind spätgotische Kirchenbauten mit Langhäusern, mit äusseren Strebepfeilern und figurativen Rauten-, Stern- und Haspelsterngewölben.

## Leben

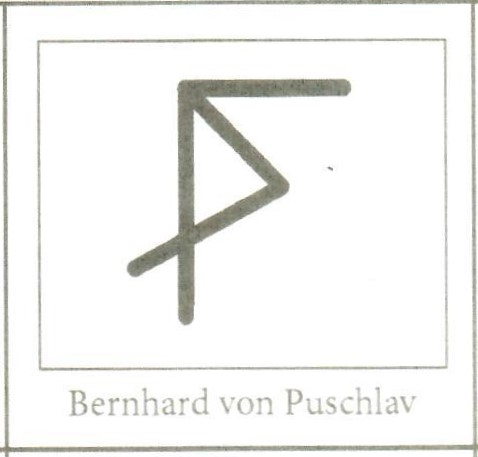
Steinmetzzeichen Bernhard von Puschlav

Eine urkundliche Fassung von Bernhard von Puschlav ist bisher nicht möglich. Sein Steinmetzzeichen taucht erstmals 1490 in der reformierten Kirche Scharans auf. Sein Steinmetzzeichen ist eine direkte Abwandlung desjenigen von Meister Steffan Klain, weshalb Bernhard wahrscheinlich seine Lehre zum Steinmetz bei Klain begann. In der Folge schloss sich Bernhard dem Bautrupp von Andreas Bühler an. Gegen Ende des 15. Jahrhunderts gelangte er wohl – im Zusammenhang mit dem spätgotischen Umbau der Stiftskirche San Vittore Mauro – nach Poschiavo. Erwin Poeschel vermutet, dass Bernhard in diesem Zusammenhang im Puschlav ansässig wurde. Sein letztes Werk ist die Florinuskirche (Ramosch) im Jahre 1522. Danach verliert sich seine Spur.

## Bauwerke

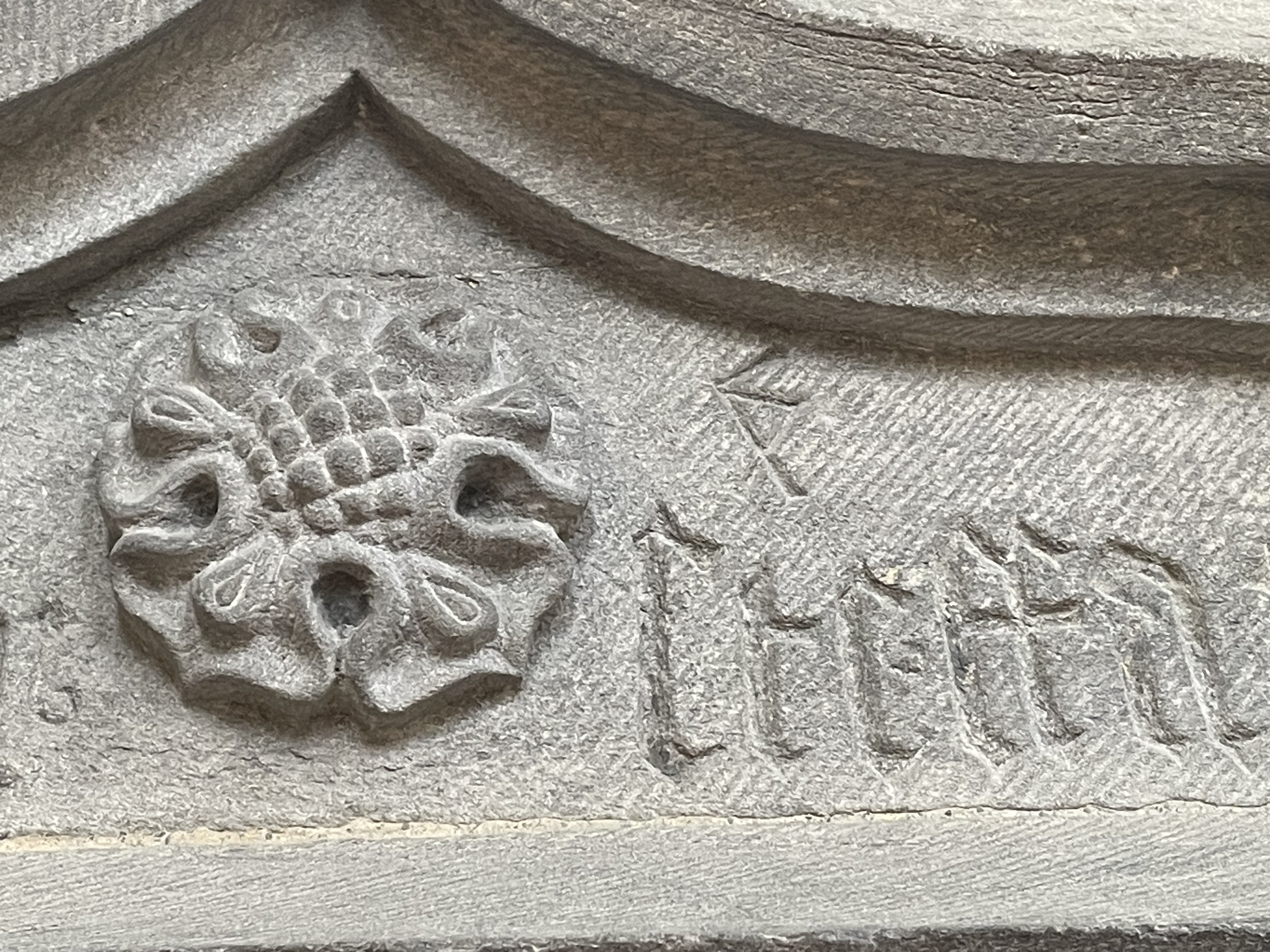
Sakramentshäuschen in Scharans, 1490

- 1490 – Wandtabernakel am Sakramentshäuschen der Reformierten Kirche Scharans[3]
- 1499 – Umbau Stiftskirche San Vittore Mauro Poschiavo – Mitarbeit unter Andreas Bühler zugeschrieben[4]
- 1505 – Umbau Reformierte Kirche San Andrea Chamues-ch
- 1507 – Neubau Chor und Einwölbung Schiff Reformierte San Luzi Kirche Zuoz
- 1509 – Neubau Katholische Kirche Santa Chatrigna in Zuoz
- 1510 – Neubau Reformierte Kirche San Batriumieu Madulain (später barock umgebaut)
- 1515 – Einwölbung San Plasch (Tschlin) – zugeschrieben
- 1516 – Neubau Reformierte Kirche San Geer Scuol
- 1518 – Kirchenruine San Gaudenzio bei Casaccia – zugeschrieben[5]
- 1522 – Neubau Florinuskirche (Ramosch)[6]